# 오코치 마사타다

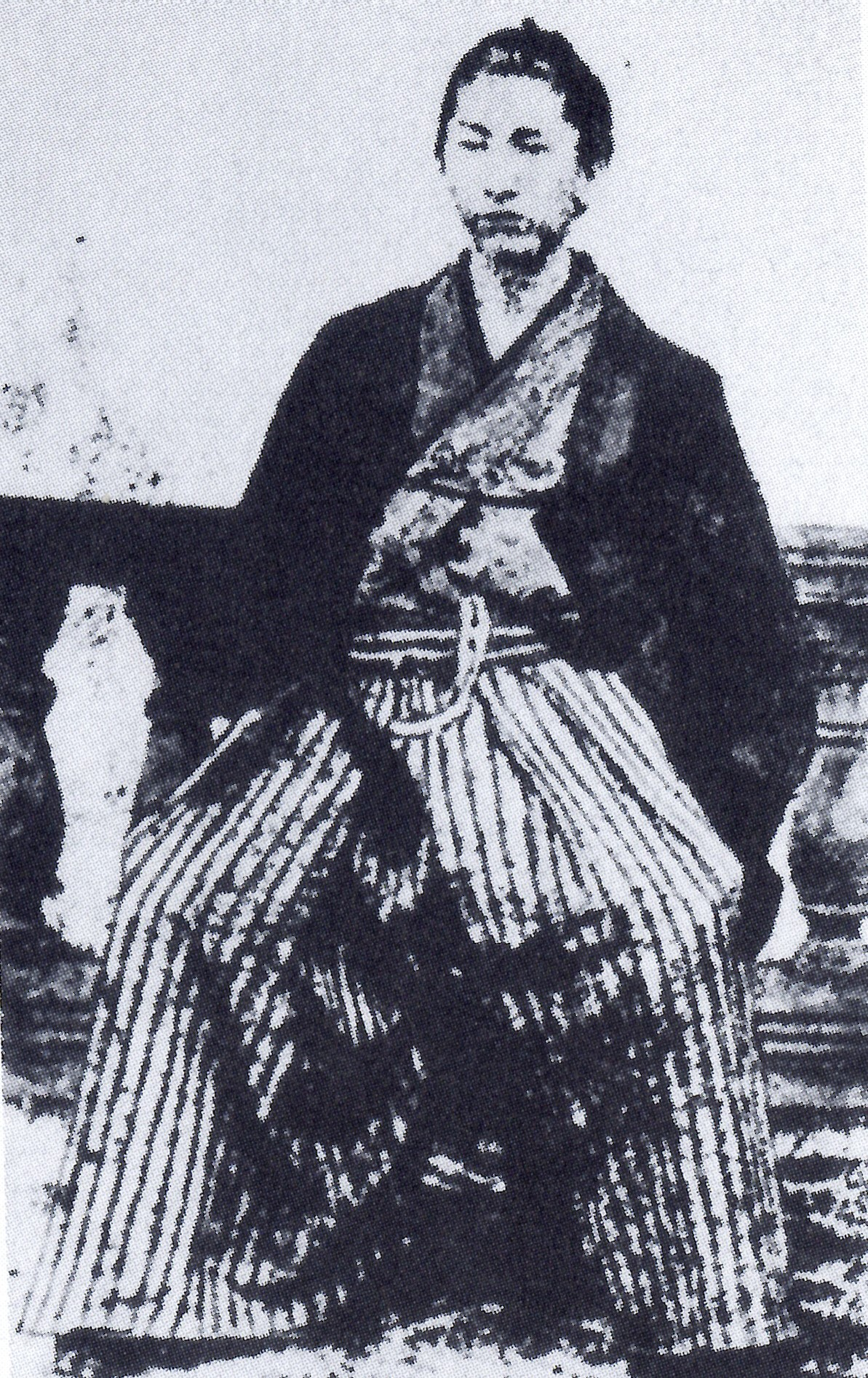
오코치 마사타다

마쓰다이라 마사타다(松平正質)는 막말의 가즈사 오타키번 제9대 번주이다. 메이지 유신 이후에 오코치 씨(大河内姓)로 복성하여 오코치 마사타다(大河内正質)로도 불린다. 오코치 마쓰다이라 종가 제11대 당주.
막부시절엔 소샤반, 와카도시요리, 노중격(老中格)을 역임하였다. 관위는 부젠노카미(豊前守). 메이지 유신 이후에는 자작위를 받았다.
친부는 에치젠 사바에 번 제7대 번주 마나베 아키카쓰(間部詮勝)이다. 양부이자 장인인 오타키 번주 마쓰다이라 마사토모(松平正和)에게 가독을 이어받을 후사가 없어 1862년 음력 11월 18일에 후사를 잇게 되었다. 정실은 선대 번주 마사토모의 딸 미네코(峯子). 자식은 장남 마사토시(正敏), 차남 마사토모(正倫) 등.
| 전임 마쓰다이라 마사토모 | 제11대 오코치 마쓰다이라 종가 1862년 ~ 1901년 | 후임 오코치 마사토모 |

| 전임 마쓰다이라 마사토모 | 제9대 오타키번 번주 (오코치 마쓰다이라 종가) 1862년 ~ 1871년 | 후임 폐번치현 |